# Jazzpar Prisen
Jazzpar Prisen er en dansk jazzpris, der i perioden 1990-2004 årligt blev uddelt til en internationalt kendt og aktiv jazzudøver, som fortjente større alment kendskab. Prisen består af en statuette udført af Jørgen Haugen Sørensen ledsaget af en kontant belønning på 200.000 kr., der var sponsoreret af Skandinavisk Tobakskompagni.
Valget af modtagerne af Jazzpar Prisen foretages af en international komite, der vælger blandt fem nominerede navne. Uddelingen af prisen foregår i København og omfatter en koncert med modtageren i centrum samt udsendelsen af en cd med optagelser fra koncerten.
Siden Skandinavisk Tobakskompagni i 2004 ikke længere ønskede at sponsorere prisen, har prisuddelingen været sat i stå. Det er ikke siden lykkedes at skaffe en ny sponsor.

## Modtagere af Jazzpar Prisen
- 2004: Aldo Romano
- 2003: Andrew Hill
- 2002: Enrico Rava
- 2001: Marilyn Mazur
- 2000: Chris Potter
- 1999: Martial Solal
- 1998: Jim Hall
- 1997: Django Bates
- 1996: Geri Allen
- 1995: Tony Coe
- 1994: Roy Haynes
- 1993: Tommy Flanagan
- 1992: Lee Konitz
- 1991: David Murray
- 1990: Muhal Richard Abrams